# ساتورن I SA-1
اس.أي-1 بالإنجليزية SA-1 هي اختصار لأول إقلاع لصاروخ من نوع ساتورن 1 الذي كان يشكل جزء من برنامج أبولو لغزو الفضاء.

## الغرض منه
كان ذلك هو أول إقلاع لصاروخ من عائلة ساتورن التي تبعت صاروخ يوبيتر-سي Jupiter-C. هذا الصاروخ الجديد أطول ثلاثة مرات من يوبيتر-سي، ويحتوي على ستة أضعاف وقوده وينتج دفعا أكبر 10 مرات عن يوبيتر-سي الذي قام بإرسال القمر الصناعي الأمريكي الأول إلى مدار حول الأرض عام 1958.
وفي ذلك الوقت وضعت ناسا خطة لاختبار كل مرحلة للصاروخ على حدة، وكان الإقلاع اس.أي-1 يمثل إقلاع المرحلة الأولي S-1 من الصاروخ.

## أستعداد الإطلاق

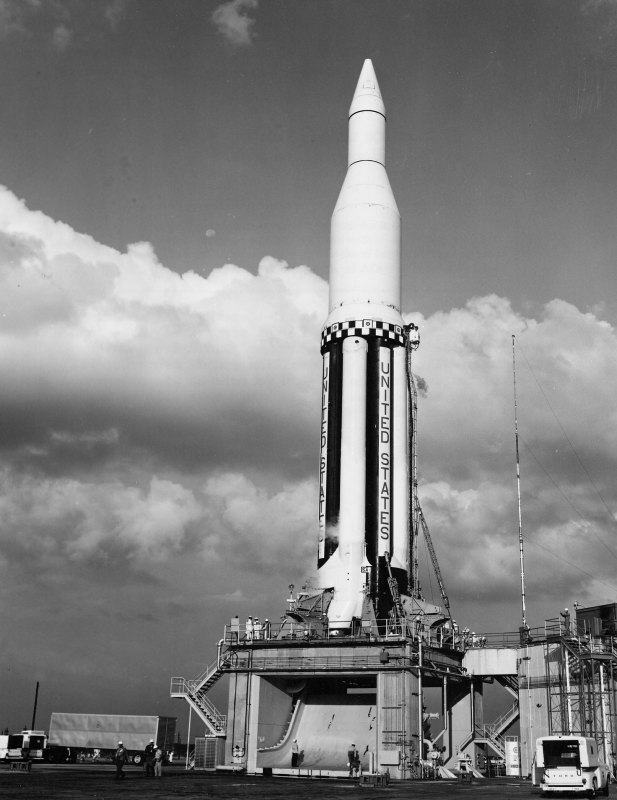
SA-1 قبل الإقلاع

كان هذا هو أول إطلاق للمرحلة الأولى ولم يكن تصميم ساتورن 5 إلا رسومات على الورق. فكان الاختبار الأول هو نقل مرحلة الصاروخ إلى كاب كانافيرال حيث سيتبعها فيما بعد نقل الصواريخ الأكبر التي تحمل روادا للفضاء إلى القمر.
وصلت المرحلة الأولى للصاروخ والمرحلتان الشكليتان المعدة للتجربة يوم 15 أغسطس 1961 إلى كاب كانافيرال على الحامله كومبرايز. وقد عانت بعض الصعوبات على الطريق حيث كانت الأرضية رخوة عند بضع مواضع. وعند عودة الرافعة اصتدمت بHحد الكباري تسبب عنه بعض التهشمات البسيطة.
ونصبت المرحلة الأولى بعد وصولها بخمسة أيام على منصة الإقلاع رقم 34.
وبدأت عمليات الاختبار التي كانت تجرى في ذلك الوقت يدويا، حيث كانت المفاتيح تُفتح وتُقفل في مركز القيادة مصحوبة بمشاهدة رد فعل الصاروخ.

## الإقلاع
في تمام الساعة 12:30 يوم 26 أعسطس 1961 بدأ ملئ خزان الوقود حيث امتلأ بنسبة 103 % للتأكد من احتوائه للكمية المعبأة، ثم فُرغ الجزء الزائد عن الاحتياج. وكان الوقود من الكيروسين العالي النقاوة نوع RP-1 يشبه كيروسين الطائرات النفاثة، ويُفضل حيث انه أقل ثمنا من الهيدروجين السائل.
ثم بدأ ملئ الأكسجين السائل في اليوم التالي الساعة 3:00 حيث اتبعت نفس الخطوات مع الوقود وملئ الخزان أولا ب 10% من الأكسجين للتأكد من عدم وجود أي تسريب. ثم ملئ الخزان سريعا إلى 93 % ثم تكملته ببطء.
وأطلق الصاروخ بنجاح بحيث اهتزت النوافذ على بعد 12 كيلومتر. وكان إطلاقا نموذجيا وارتفع الصاروخ إلى 136 كيلومتر ووصل إلى بعد 345 كيلومتر. كان غريبا انطلاق الصاروخ 6 و1 ثانية مبكرا عن المفروض ويعزى ذلك إلى نسبة الوقود إلى الأكسجين المستعملة.

## اقرأ أيضا
- أبولو 8
- أبولو 10
- أبولو 11
- نيل أرمسترونج
- قائمة بعثات أبولو

## وصلات خارجية
- Saturn SA-1 Flight Evaluation (PDF) December 1961
- http://nssdc.gsfc.nasa.gov/database/MasterCatalog?sc=SATURNSA1 نسخة محفوظة 30 أكتوبر 2007 على موقع واي باك مشين.
- Moonport: A History of Apollo Launch Facilities and Operations  نسخة محفوظة 18 مارس 2011 على موقع واي باك مشين.
- http://science.ksc.nasa.gov/history/apollo/sa-1/sa-1.html نسخة محفوظة 28 فبراير 2021 على موقع واي باك مشين.